# Közegészségügy
A közegészségügy egy adott terület általános egészségi szintje és az emberi egészség javításának tudománya a társadalom, a szervezetek, a köz- és magánszféra, a közösségek és az egyének szervezett erőfeszítései és megalapozott döntései révén. Az ENSZ Egészségügyi Világszervezete a egészséget nem a betegségek hiányaként határozza meg, hanem „a teljes fizikai, mentális és szociális jólét állapotaként”.

## Leírása
A közegészségügyet „a betegségek megelőzésének, az élethosszabbításnak és az egészség előmozdításának tudománya és művészete a társadalom, szervezetek, közösségek és egyének szervezett erőfeszítései és tájékozott döntései révén.” Az egészséget veszélyeztető tényezőkkel foglalkozik. egy közösségi alapú népesség-egészségügyi elemzés. Az érintett népesség akár egy maroknyi ember is lehet, vagy akkora, mint több kontinens összes lakosa (pandémia=világjárvány esetén). A közegészségügy számos részterülettel rendelkezik, de általában a következő interdiszciplináris területeket foglalja magában (kategóriák): epidemiológia, biostatisztika és egészségügyi szolgáltatások. A környezet-egészségügy, a közösség egészsége, a viselkedés-egészségügy és a foglalkozás-egészségügy szintén fontos közegészségügyi területek.

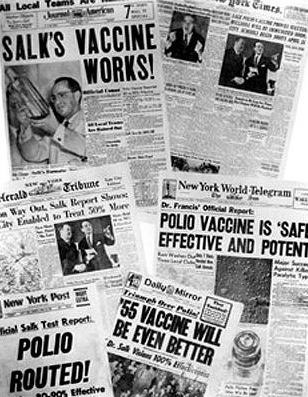
1955-ös szenzációkeltő újsághírek a világ minden tájáról a járványos gyermekbénulás elleni, később betiltott Salk-vakcina teszteléséről

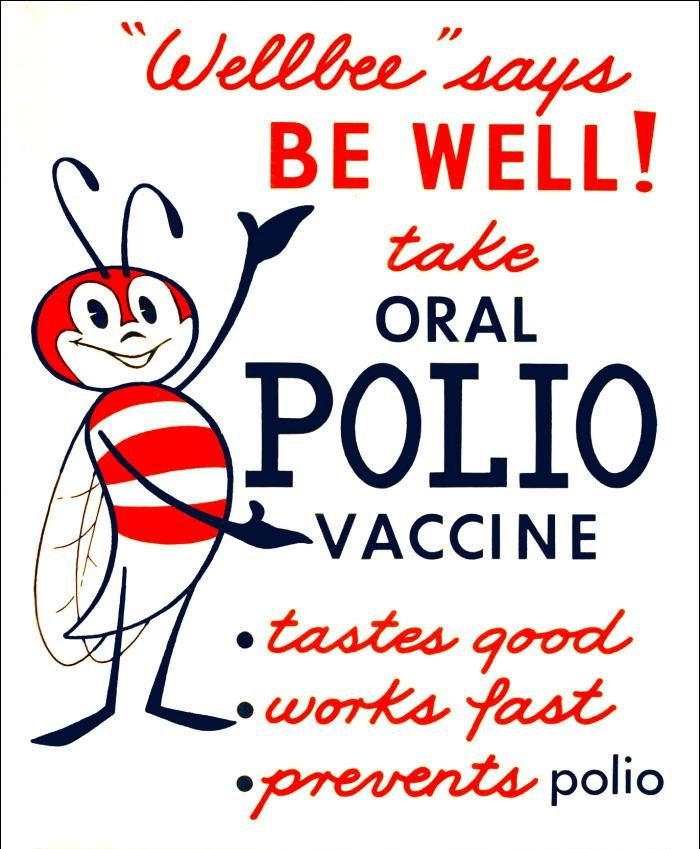
1963-as poszter, amellyel ösztönözték a közvéleményt az orális Sabin-cseppek beadására

A közegészségügyi beavatkozások középpontjában a betegségek, sérülések és egyéb hátrányos egészségi állapotok megelőzése és kezelése áll. Ez az esetek megfigyelésével és az egészséges viselkedés, a közösségek és (az emberi egészséggel kapcsolatos vonatkozásokban) környezet előmozdításával történik. Célja, hogy oktatási programok megvalósításával, szakpolitikai nyilatkozatok kidolgozásával, szolgáltatások nyújtásával és kutatások lebonyolításával megelőzze az egészségügyi problémák megjelenését vagy megismétlődését. Egy betegség vagy kórokozó kezelése megakadályozhatja annak másokra való átterjedését, például járvány esetén. A fertőző betegségek terjedésének megakadályozását célzó védőoltási programok, figyelemfelkeltő kampányok és óvszerosztás a közös megelőző közegészségügyi intézkedések példái.
A közegészségügy különböző lépéseket is tesz az ország különböző területei, illetve egyes esetekben a kontinens vagy a világ közötti egészségügyi egyenlőtlenségek csökkentése érdekében. Az egyik probléma az egyének és a közösségek egészségügyi ellátáshoz való hozzáférése pénzügyi, földrajzi vagy szociokulturális korlátok miatt. A közegészségügyi rendszer alkalmazásai közé tartozik az anya- és gyermekegészségügy, az egészségügyi szolgáltatások adminisztrációja, a katasztrófaelhárítás, valamint a fertőző és krónikus betegségek megelőzése és ellenőrzése.
A közegészségügyi programok nagy pozitív hatása széles körben elismert. Részben a közegészségügy által kidolgozott politikáknak és intézkedéseknek köszönhetően a 20. században csökkent a csecsemő- és gyermekhalandóság, és folyamatosan nőtt a várható élettartam. Például a becslések szerint az amerikaiak várható élettartama harminc évvel nőtt 1900 óta, és világszerte hat évvel 1990 óta.

## Fordítás
- Ez a szócikk részben vagy egészben  a   Veřejné zdraví című cseh Wikipédia-szócikk ezen változatának fordításán alapul.  Az eredeti cikk szerkesztőit annak laptörténete sorolja fel. Ez a jelzés csupán a megfogalmazás eredetét és a szerzői jogokat jelzi, nem szolgál a cikkben szereplő információk forrásmegjelöléseként.
- Ez a szócikk részben vagy egészben  az   Openbare gesondheid című afrikaans Wikipédia-szócikk ezen változatának fordításán alapul.  Az eredeti cikk szerkesztőit annak laptörténete sorolja fel. Ez a jelzés csupán a megfogalmazás eredetét és a szerzői jogokat jelzi, nem szolgál a cikkben szereplő információk forrásmegjelöléseként.